# Алжезур
Алжезу́р  (порт. Aljezur; [aɫʒɨ'zuɾ]) — посёлок городского типа в Португалии, центр одноимённого муниципалитета в округе Фару. Численность населения — 2,7 тыс. жителей (посёлок), 5,3 тыс. жителей (муниципалитет). Муниципалитет входит в регион Алгарве и субрегион Алгарве. Часть городской агломерации Большое Алгарве.

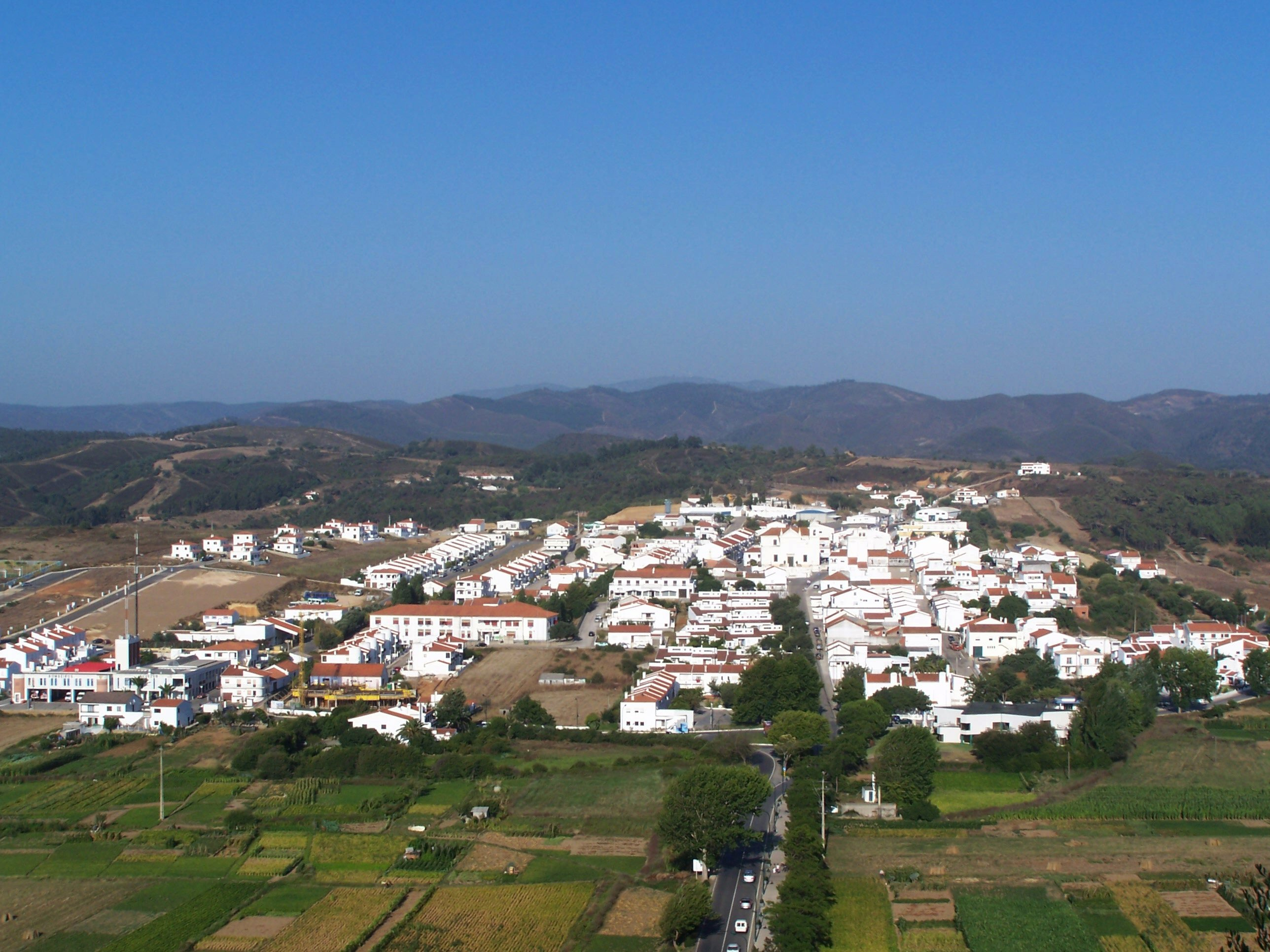
Вид городка Алжезур

## Расположение
| Google Map |

Посёлок расположен в 5 км от берега Атлантического океана, на территории Национального парка Судоэште-Алентежану-и-Кошта-Висентина на берегу реки Алжезур.
Расстояние до:
- Лиссабон — 243,8км,
- Фару — 85 км.
- Бежа — 115 км

Муниципалитет граничит:
- на севере — муниципалитет Одемира (через реку Сейше)
- на востоке — муниципалитет Моншике
- на юго-востоке — муниципалитет Лагуш
- на юго-западе — муниципалитет Вила-ду-Бишпу

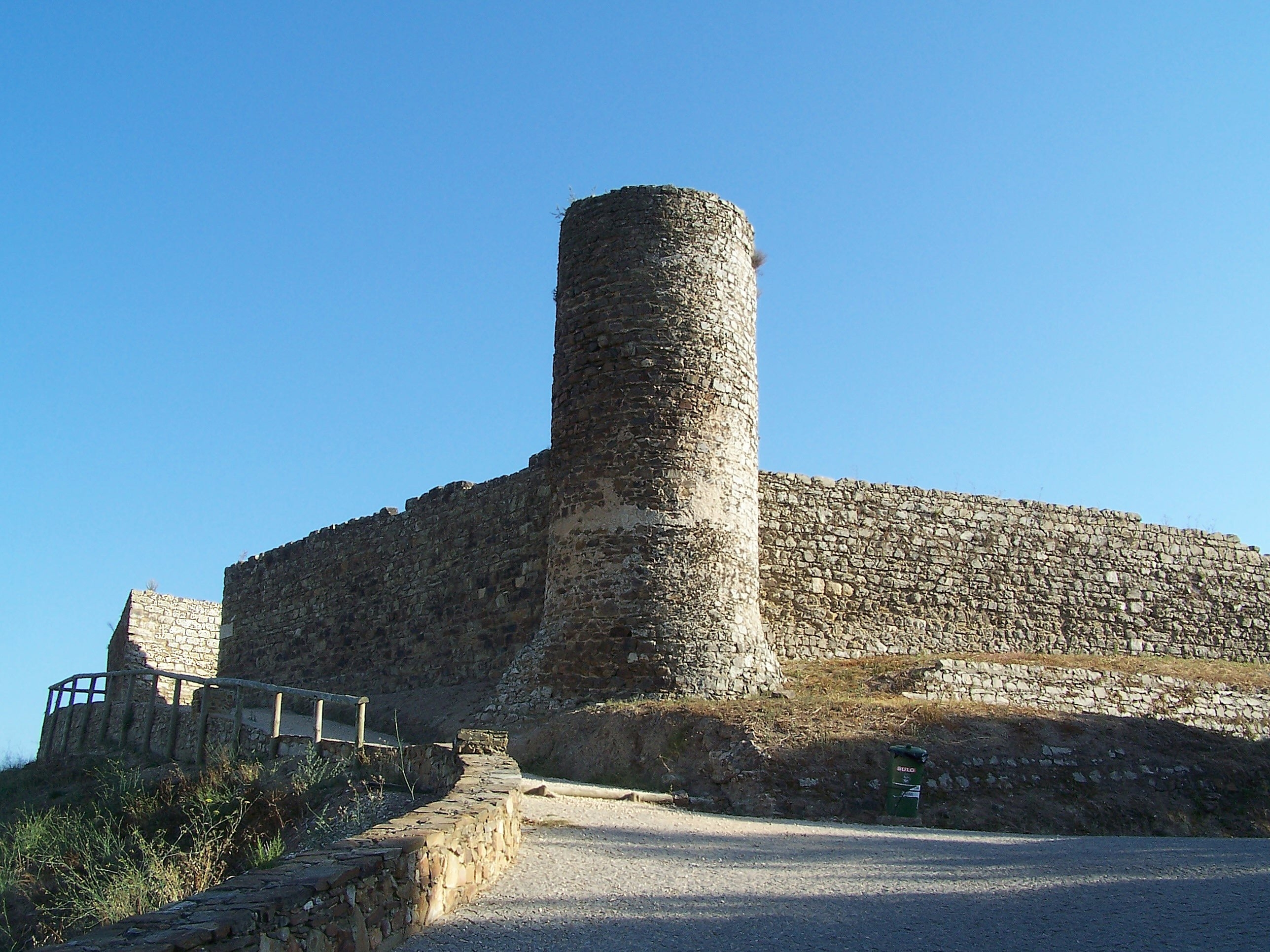
Замок Алжезур

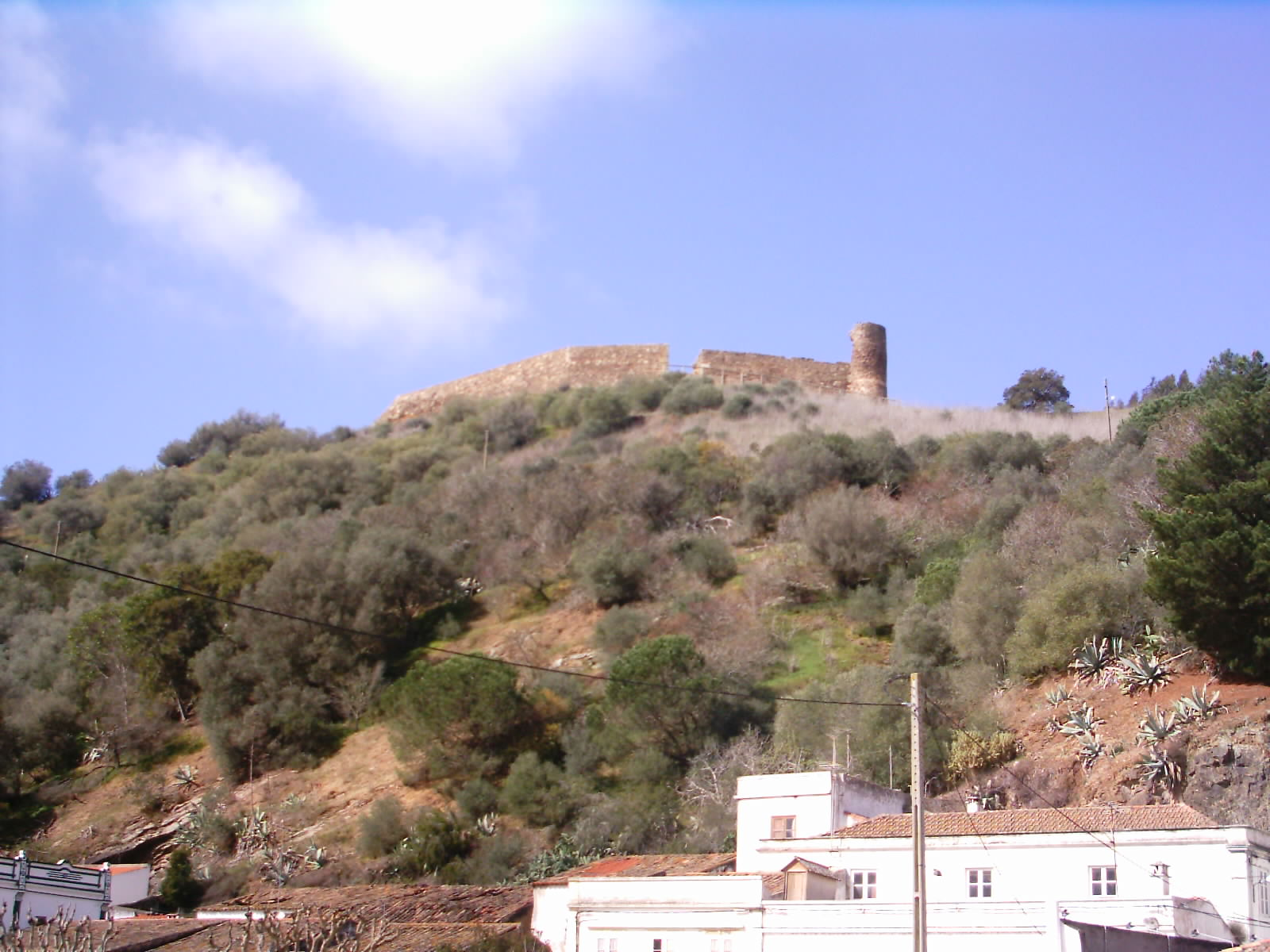
Вид на замок из посёлка

- на западе — Атлантический океан

## История
Посёлок основал португальский король Диниш в 1280 году.

## Достопримечательности
На холме выше посёлка расположен древний мавританский крепостной замок (Castelo de Aljezur).

### Пляжи Алжезура
- Адегаш (Praia das Adegas)
- Амаду (Praia do Amado)
- Амоейра (Praia da Amoreira)
- Аррифана (Praia da Arrifana)
- Бордейра (Praia da Bordeira)
- Канал (Praia do Canal)
- Карреаген (Praia da Carreagem)
- Монте-Клеригу (Praia do Monte Clérigo)
- Одесейше (Praia de Odeceixe)
- Пенеду (Praia do Penedo)
- Кебрада (Praia da Quebrada)
- Самокейра (Praia da Samouqueira)
- Вале-душ-Оменш (Praia de Vale dos Homens)
- Вале-Фигейраш (Praia de Vale Figueiras)

## Районы
| Фрегезии (районы) муниципалитета Алжезур | Фрегезии (районы) муниципалитета Алжезур | Фрегезии (районы) муниципалитета Алжезур | Фрегезии (районы) муниципалитета Алжезур | Фрегезии (районы) муниципалитета Алжезур | Фрегезии (районы) муниципалитета Алжезур | Фрегезии (районы) муниципалитета Алжезур |
| ---------------------------------------- | ---------------------------------------- | ---------------------------------------- | ---------------------------------------- | ---------------------------------------- | ---------------------------------------- | ---------------------------------------- |
| №                                        | Наименование                             | Оригинальное наименование                | Кол-во жителей чел.(2001)                | Территория км²                           | Плотность чел./км²                       | Почтовый индекс                          |
| 1                                        | Алжезур                                  | Aljezur                                  | 2687                                     | 167,36                                   | 16,06                                    | 8670-000 ALJEZUR                         |
| 2                                        | Бордейра                                 | Bordeira                                 | 492                                      | 80,15                                    | 6,14                                     | 8670-000 BORDEIRA                        |
| 3                                        | Одесейше                                 | Odeceixe                                 | 927                                      | 42,06                                    | 22,04                                    | 8670-000 ODECEIXE                        |
| 4                                        | Рожил                                    | Rogil                                    | 1182                                     | 34,08                                    | 34,68                                    | 8670-000 ROGIL                           |

## Фотогалерея

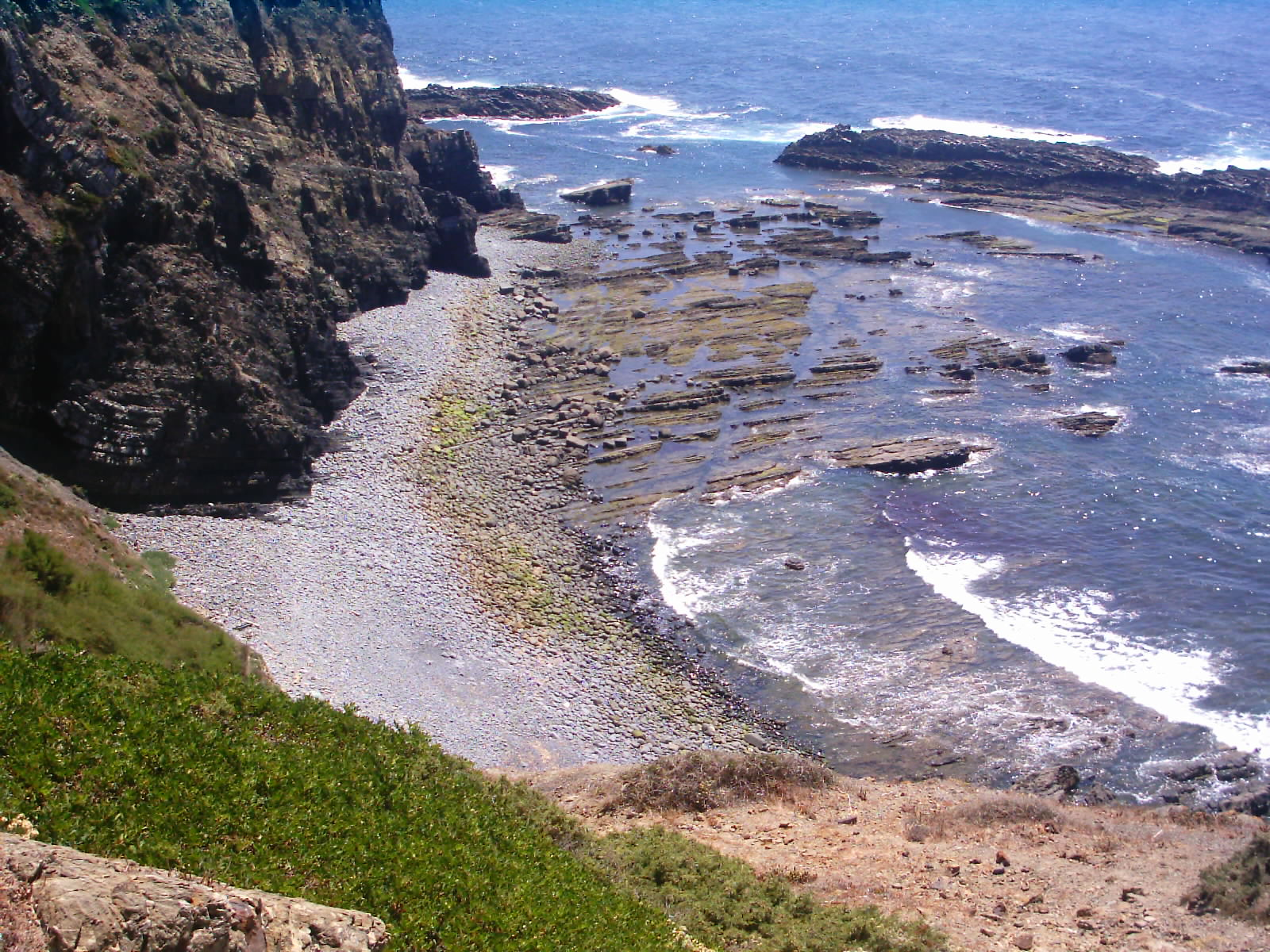
Пляж возле посёлка Вале-да-Телья
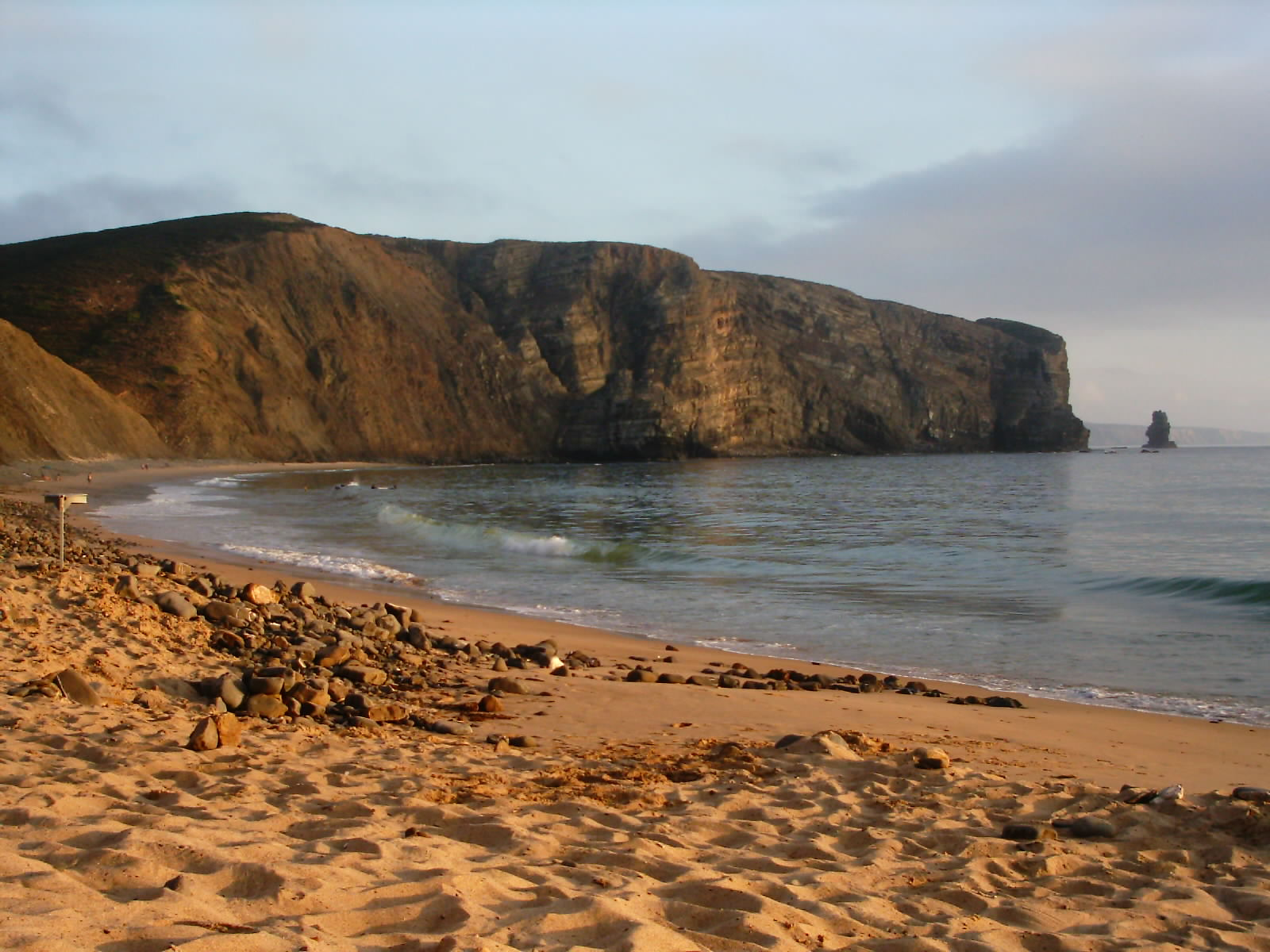
Пляж Аррифана
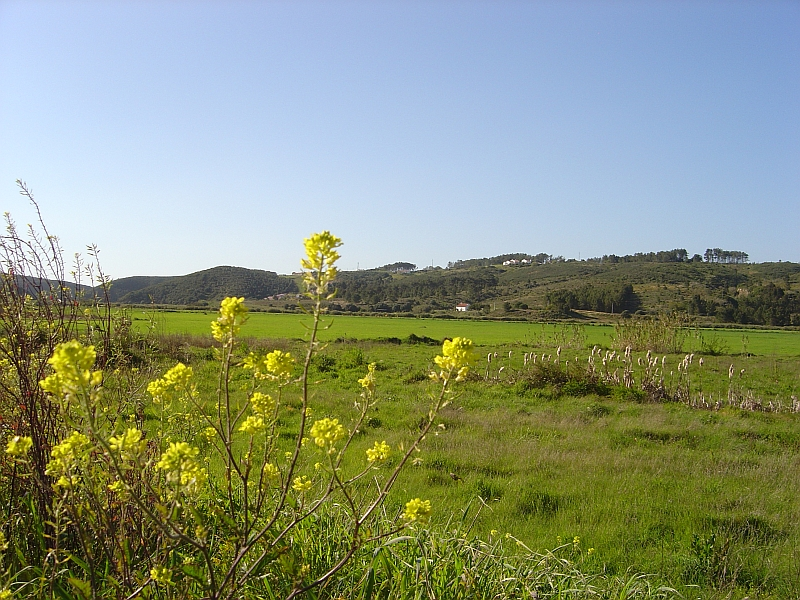
Долина реки Сейше в районе Одесейше
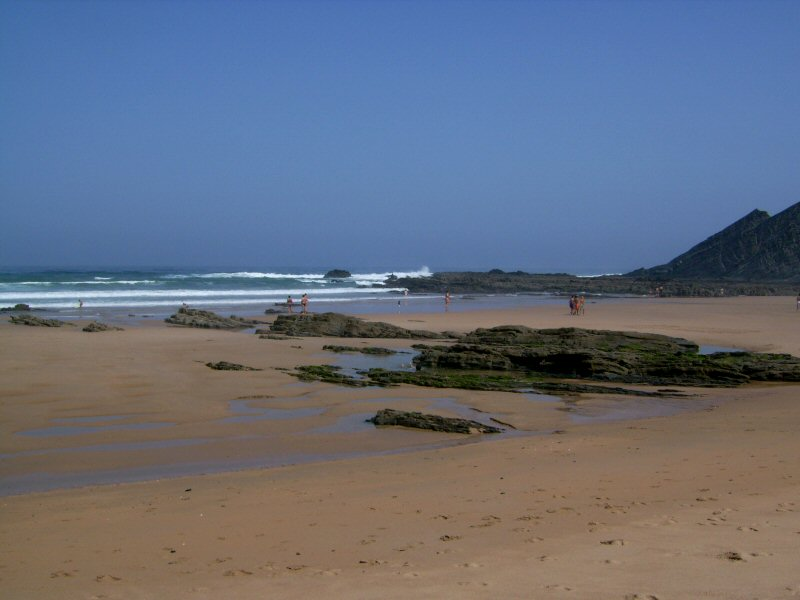
Пляж Аморейра